# Proctacanthus brevipennis
Proctacanthus brevipennis là một loài ruồi trong họ Asilidae. Proctacanthus brevipennis được Wiedemann miêu tả năm 1828.